# Katarráktis (Árta)
Katarráktis, en grec moderne : Καταρράκτης, est un village du dème des Tzoumerka-Centrales, district régional d'Árta, en Épire, Grèce.
Selon le recensement de 2011, la population du village compte 127 habitants.